# Noel Bailie
Noel Bailie (Belfast, 23 febbraio 1971) è un ex calciatore nordirlandese, di ruolo difensore.
Fa parte dei calciatori che hanno disputato più di 1000 partite in carriera stabilendosi al 20º posto con 1024 presenze.

## Carriera

### Club
Ha militato in una sola squadra, il Linfield, dal 1989 al 2011, indossando sempre il numero 11.
Ha giocato la millesima partita il 24 aprile 2010.
Il 30 aprile 2011 ha disputato la sua ultima partita contro il Portadown, totalizzando in tutto 1013 presenze e ritirandosi dal calcio giocato. Il Linfield ha annunciato, inoltre, che in suo onore ha ritirato la maglia con il numero 11. Tutt'oggi detiene il record di calciatore europeo con più presenze con una singola squadra di club, secondo al mondo solo a Rogério Ceni.

## Palmarès
- IFA Premiership: 10

Linfield: 1992-1993, 1993-1994, 1999-2000, 2000-2001, 2003-2004, 2005-2006, 2006-2007, 2007-2008, 2009-2010, 2010-2011
- Irish Cup: 8

Linfield: 1993-1994, 1994-1995, 2001-2002, 2005-2006, 2006-2007, 2007-2008, 2009-2010, 2010-2011
- Irish Football League Cup: 8

Linfield: 1991-1992, 1993-1994, 1997-1998, 1998-1999, 1999-2000, 2001-2002, 2005-2006, 2007-2008
- Irish FA Charity Shield: 3

Linfield:1993, 1994, 2000
- Setanta Sports Cup: 1

Linfield: 2005
- County Antrim Shield: 6

Linfield: 1994-1995, 1997-1998, 2000-2001, 2003-2004, 2004-2005, 2005-2006
- Gold Cup (Irlanda del Nord): 2

Linfield: 1989-1990, 1996-1997
- Ulster Cup: 1

Linfield: 1992-1993
- Flooldlit Cup: 2

Linfield: 1993-1994, 1997-1998